# Miroslav Brajnik
Miro Brajnik, slovenski operni pevec tenorist, * 10. september 1920, Ognje polje na Koroškem, † 20. marec 2006, Ljubljana

## Življenje
Diplomiral je na Trgovski akademiji, solopetje je študiral pri Juliju Bettetu in Bogu Leskovicu. Začel je nastopati leta 1944 v okviru Poličevega opernega studia, leta 1946 pa je nastopal že v velikih vlogah. Aktivno je sodeloval pri uveljavljanju domače in sodobne operne literature. Z ansamblom ljubljanske Opere, kjer je bil eden izmed vodilnih tenoristov, je sodeloval na skoraj vseh turnejah, samostojno pa je gostoval na Norveškem, v Belgiji, Parizu, Salzburgu... Od upokojitve leta 1970 ni več nastopal. 